# Wilhelm Heinrich Wackenroder

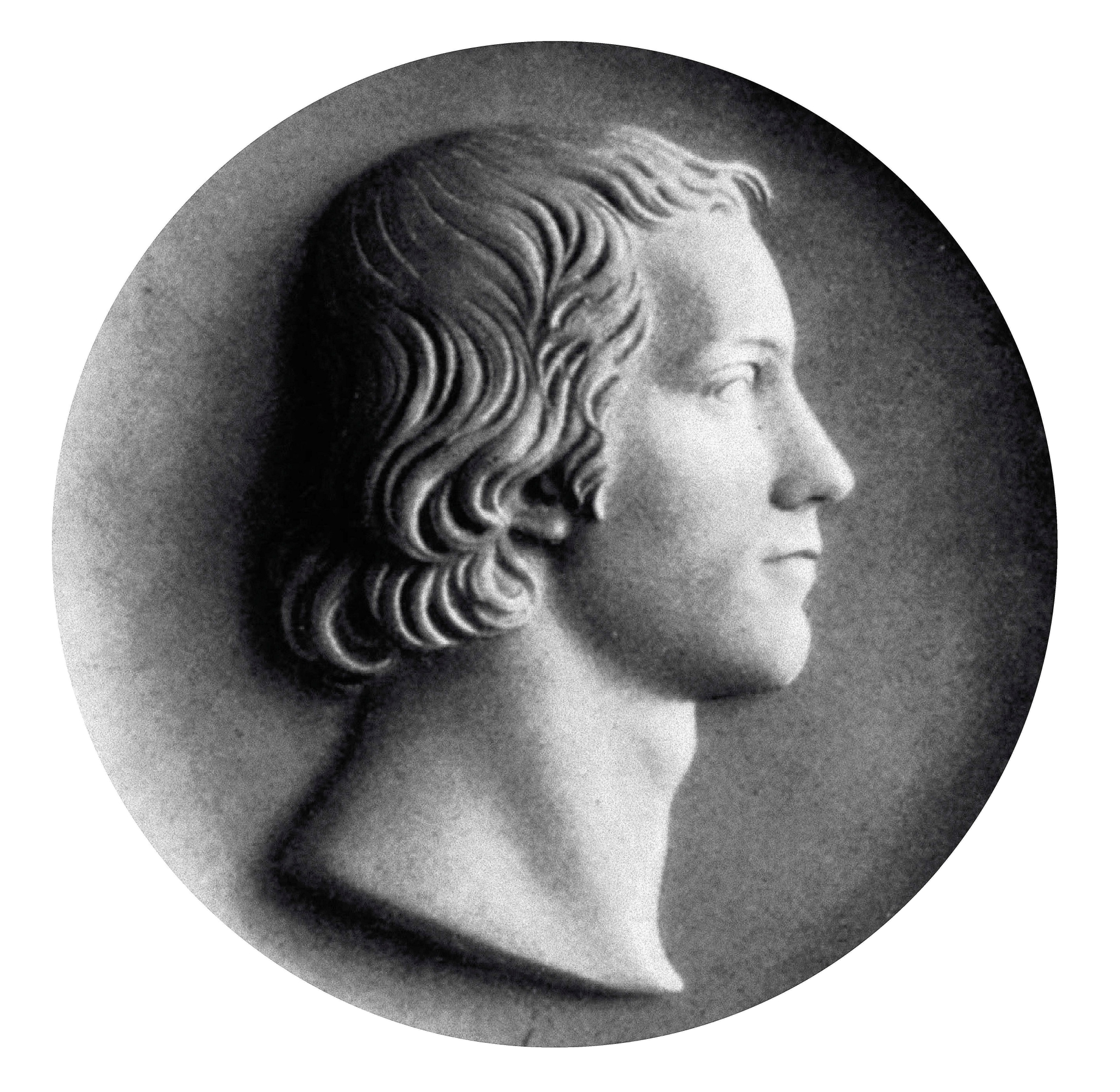
Wilhelm Heinrich Wackenroder

Wilhelm Heinrich Wackenroder (* 13. Juli 1773 in Berlin; † 13. Februar 1798 in Berlin) war ein deutscher Dichter und Jurist. Er war Mitbegründer der deutschen Romantik.

## Leben
Ganz im Geist des spätaufklärerischen Rationalismus erzogen, besuchte der Sohn des Berliner Bürgermeisters Christoph Benjamin Wackenroder zwischen 1786 und 1792 das Friedrichwerdersche Gymnasium, wo er enge Freundschaft mit Ludwig Tieck schloss. Im folgenden Jahr nahm der musisch begabte Wackenroder auf Wunsch des Vaters ein Studium der Rechte auf. Nebenbei hörte er jedoch weiterhin kulturgeschichtliche Vorlesungen und beschäftigte sich intensiv mit der Kunst der italienischen Renaissance.
Während einer Sommerreise nach Bamberg, Nürnberg und Pommersfelden lernte er die Landschaft Süddeutschlands und die Kunstwerke des „deutschen Europäers“ Albrecht Dürer kennen, über die er sich begeistert in Briefen äußerte, die bereits Wackenroders Stellung zur Frühromantik erkennen lassen. Unter solchen Eindrücken entstanden 1795/1796 die Herzensergießungen eines kunstliebenden Klosterbruders, eine Sammlung kunsttheoretischer Abhandlungen und teils fiktiver Biographien, in denen am Beispiel Michelangelos, Raffaels, Dürers unter anderem für eine sakrale Rezeption der Malerei geworben wird, da sie eine ähnlich kontemplative Wirkung auszuüben vermöge wie Andacht oder Gebet. Denn als Ausdruck freier Kreativität errichte die Kunst „einen neuen Altar zu Ehren Gottes“; gleichzeitig könne sie kraft ihres „göttlichen Beistandes“ die desperate Innerlichkeit auf Seiten des Publikums heilen. In der abschließenden, autobiographisch gefärbten Geschichte Joseph Berglingers brach Wackenroder freilich mit dem zuvor entworfenen Bild einer noch einflussmächtigen Künstlergeneration und thematisierte im Gegenzug die existentiellen Krisen des modernen Musikers, dessen heilige Ideale an gewöhnlichen Lebensnöten scheitern. Mit dieser doppelten Intention wirkten die 1796 anonym in Berlin erschienenen Herzensergießungen nachhaltig auf das in der Philosophie und Literatur der Romantik diskutierte Problem künstlerischer Identitätsfindung und Sinnstiftung. Der antiaufklärerische Gestus, mit dem sich Wackenroder hinter der Maske des fiktiven Klosterbruders von der zunehmend utilitaristischen Erbauungskultur seiner Zeit abkehrte, beeinflusste darüber hinaus die Malerei der Nazarener.
Neben Ludwig Tieck gilt Wackenroder als Begründer der romantischen Musikästhetik; beide Autoren glaubten an einen transzendenten Charakter der Musik, in deren ekstatischen Momenten der Mensch sich über sich selbst erhebe. In der Fachliteratur werden ihre Ausführungen häufig als eine Theorie der absoluten Musik gedeutet. Nach Darlegung von Alexandra Kertz-Welzel seien Wackenroder und Tieck jedoch mindestens ebenso sehr an der emotionalen und sinnlichen Erfahrung der Musik interessiert gewesen.
Im Jahr 1797 kehrte Wackenroder als Kammergerichtsreferendar nach Berlin zurück. Die vermutlich im selben Jahr gemeinsam mit Tieck niedergeschriebenen Phantasien über die Kunst erschienen ein Jahr nach dem Tod Wackenroders, der 1798 im Alter von 24 Jahren an Typhus starb.
Sein nicht erhaltenes Grab befand sich auf einem der Friedhöfe vor dem Halleschen Tor. Auf welchem genau, ist nicht bekannt.

## Werke
Wackenroder hat nur ein schmales Œuvre hinterlassen; es handelt sich vornehmlich um theoretisierende Schriften:
- Herzensergießungen eines kunstliebenden Klosterbruders. Johann Friedrich Unger, Berlin 1797, aber bereits Ende 1796 erschienen, einige Aufsätze darin hat Ludwig Tieck verfasst. (Digitalisat und Volltext im Deutschen Textarchiv – Google Books)
- Phantasien über die Kunst, für Freunde der Kunst. Hrsg.: Ludwig Tieck. bey Friedrich Perthes, Hamburg 1799 (auch mit Texten von Tieck): google.de/books
- Phantasien über die Kunst, von einem kunstliebenden Klosterbruder. Hrsg.: Ludwig Tieck. Berlin 1814 (nach Tiecks Zeugnis soll diese Ausgabe nur Texte von Wackenroder enthalten); archive.org.

An Franz Sternbalds Wanderungen (1798 hrsg. von Tieck) war Wackenroder als Ideengeber beteiligt, die Ausarbeitung des Romans nahm Tieck laut eigenen Aussagen allein vor.
Von Wackenroder sind zudem etliche philologische Arbeiten, sechs Reiseberichte und zahlreiche Briefe überliefert.

## Werkausgabe
- Wilhelm Heinrich Wackenroder: Sämtliche Werke und Briefe. Historisch-Kritische Ausgabe in zwei Bänden. Hrsg.: Silvio Vietta, Richard Littlejohns. Heidelberg 1991.

## Als CD
- Pfingstreise im Jahre 1793. Wilhelm Heinrich Wackenroder und Ludwig Tieck, vorgestellt von Michael Thumser, gesprochen von Hans-Jürgen Schatz, 2 CD; Auricula Verlag, Berlin 2010, ISBN 978-3-931961-06-0.